# 牙狼-GARO- -月虹ノ旅人-
『牙狼〈GARO〉-月虹ノ旅人-』（ガロ げっこうのたびびと）は、2019年10月4日公開の日本の特撮映画。第23回ファンタジア国際映画祭出品作品。
キャッチコピーは「想いは希望となり、未来へと受け継がれる——」「不思議な列車を舞台に、受け継ぎし絆と本当の強さが試される——。」。

## 概要
『牙狼〈GARO〉』シリーズ第4期テレビドラマ作品である『牙狼〈GARO〉-魔戒ノ花-』の続編であり、主人公・冴島雷牙と初代主人公にして雷牙の父である冴島鋼牙との邂逅が描かれる。雷牙・鋼牙・大河3世代の黄金騎士がバラゴと戦うシリーズの集大成的作品となっており、一期と『魔戒ノ花』の全キャストの共演が実現した。
『魔戒ノ花』の劇場版はテレビシリーズの直後から企画が進められており、制作が発表された『金狼感謝祭2016』の時点では台本が完成しており、撮影準備に入る段階だったが、諸事情により一度中止になっており、本作品では数年を経ていることを考慮してそれを補完するため、企画が再構成され、台本が修正された。スタッフは監督の雨宮慶太をはじめ、久々のシリーズ復帰となるアクション監督の横山誠や撮影の富田伸二ら第1作『牙狼〈GARO〉』の布陣が再結集している。雨宮によれば、制作が『神ノ牙-JINGA-』と同時期であったためそちらを信頼できるスタッフに任せ、本作品にはシリーズを離れていたスタッフに声をかけた結果、期せずして第1作のメンバーが揃ったという。
ガロの鎧は本作のために新造されている。
本作の冴島雷牙関係のアクション監督は、大橋明が予定されていたが、姫路のロケの増加とスケジュールの遅延で、大橋明が関わることが出来なくなったため、横山誠が担当している。
雨宮慶太曰く、『魔戒ノ花』の時点では冴島鋼牙の要素は出せなかったが、主演の中山麻聖が役者として成長したため、中山麻聖が冴島鋼牙を始めとする牙狼シリーズ経験者に負けないと判断し、冴島雷牙と冴島鋼牙の共演の物語が描かれた。
予告編には当初、冴島鋼牙のカットが存在したが、キャッチーではある半面、観客の驚きを奪うことに繋がるため、雨宮慶太の依頼で外されている。

### 脚本
本作の脚本では、『P牙狼冴島鋼牙』のために書き下ろされたエピソードを膨らませた冴島鋼牙の話を扱う予定もあったが、予算の関係上2つの話を扱えないため冴島雷牙の話を優先した。
初期案から変わっていないところは列車が出るところだけである。

### キャスティング
雨宮慶太は、小西遼生に脇役であることをあらかじめ告知し、小西遼生も中山麻聖のサポートに回ると快く引き受けた。
仮面の男役の松田悟志は、仮面をつけて顔を出さない役として出演依頼をされた。松田悟志は快諾したものの、雨宮慶太は本当に良いのか何回も確認したという。
『魔戒ノ花』に登場した四道は、台本段階では主要登場人物の1人だったが、大杉漣が亡くなったため、登場が叶わなかった。雨宮慶太も筆が止まるほどに衝撃を受けたという。本編でも台詞の中だけに登場しており、設定上は健在ということになっている。

## 登場人物

### 主要人物
冴島 雷牙（） / 黄金騎士牙狼
黄金騎士ガロの称号を受け継ぐ、冴島家直系の魔戒騎士。歴代黄金騎士の中でも最強と謳われ、母の優しさと父譲りの強さを兼ね備えている。
魔導輪ザルバ
かつては鋼牙とその父・冴島大河が着けており、今は雷牙が着けている意思を持つ指輪。
マユリ
かつて元老院が雷牙のもとへ派遣した魔導具『マ号ユリ型』として造られた少女。現在ではエイリスの戦いを経てホラーを封印する能力や術などの力はほとんど失われている。以前より表情や感情が豊かになり、雷牙のもとで花を育てながら平穏に暮らしている。
戦えないことにジレンマを抱えているが、戦えないながらも雷牙の父、鋼牙の力になっていたという母カオルの存在に興味を持ち出しており、カオルの使っていたアトリエを覗かせてもらっている。
終盤に雷牙との子をお腹に宿していたことが判明する。
クロウ / 幻影騎士吼狼
特定の管轄に所属せず、「影の者」に属する隠者の魔戒騎士。
魔導具オルヴァ
クロウが身に着けている女性の横顔を模したカメオのような魔導具。
倉橋 ゴンザ
冴島家に代々仕える執事。いつものように屋敷を守りながら、マユリの始めたガーデニングの手伝いをしている。
冴島 カオル（）
雷牙の母親で、鋼牙の妻。旧姓は御月。雷牙が6歳のころ、彼の目の前で異空間に引きずり込まれ、行方不明になるが、本作品では思念がマユリの元に現れる。
白孔（）
雷牙とマユリの前に突如現れた白い仮面を被った謎の剣士。マユリを操って黒ノ列車に乗せて姿を消した。列車の中でも雷牙を剣で追い詰め心理的にも苦しめるが、奮い立った雷牙に斬られ1度は引いた。その後、再び雷牙を襲うが、駆け付けた鋼牙が応戦して、雷牙の魂が現世に送り返される。
その正体はかつて鋼牙に倒されたバラゴの邪気の依り代。過去に人々を救った魔戒騎士の遺体をバラゴが復活に利用するために乗っ取っており、最終的にゲートとされてしまった。
- 名前の由来は白孔雀の最初の二文字から。そこから鳥の羽をイメージした仮面となっている。当初は、邪気が魔戒騎士の骸を支配した存在、というイメージで、魔王的であえて邪悪的な感じにはせずに華麗な雰囲気でまとめている。人としての顔を見せたくなかったため、仮面を被らせており、顔を当初は出さない予定であったが、白孔を演じる松田が「顔出しがなくても演りたい」と言ったため、顔を途中で出すような展開にアレンジしている。
- 仮面はアップ用とアクション用が制作されたが、撮影ではアップ用のみ使用された。

冴島 大河（） / 黄金騎士牙狼
雷牙の祖父で、鋼牙の父。かつての友であったバラゴに殺されたが、バラゴが復活しようとしたことを知り、英霊の状態からバデルの姿となり、雷牙と出会う。
冴島 鋼牙（） / 黄金騎士牙狼
雷牙の父親で、カオルの夫。異空間へと引きずりこまれたカオルを救うためにそこへ旅立つが、バラゴと戦う雷牙の前に現れる。
バラゴ / 暗黒騎士キバ / 牙王牙
闇に堕ちた元魔戒騎士。かつて鋼牙を苦しめた強敵で、メシアに喰われて1度は消滅したが、生まれたばかりの雷牙の産声によって邪気となった霊魂だけが蘇る。邪気となって白孔を乗っ取り雷牙の前に現れ付け狙い、英霊の塔まで奪い自らの城に変えた。そして正体を表し、白孔の体をゲートに完全復活。
正確にはキバの鎧に残っていた邪心が邪気と化してバラゴの姿を模した実体を得ているだけであり、彼自身は「かつてはバラゴと呼ばれていた」と語るも、大河には「貴様はバラゴではない」と否定されている。
英霊の塔に眠る黄金騎士の英霊を喰らってそれを糧に召還したオウガの鎧とキバの鎧を融合させて牙王牙となり、冴島家3代の黄金騎士を圧倒するが、クロウが持ってきたマユリの育てていた退魔の力がある花によって破られた結界の綻びから送られた力によって強化した冴島家3代の黄金騎士の攻撃で融合解除させられてキバに戻り、雷牙に討たれる。

### 黒ノ列車
バデル
雷牙と出会い、彼に車内での風習やルールを教える。少年の姿をしているが、実は大河が霊魂と化した姿である。「バデル」は旧魔界語で「父」という意味。密かに鋼牙と連絡を取り合い、雷牙をサポートした。バラゴと対決する雷牙の前にも現れ、力が戻ったことで大河としての姿を取り戻した。
鎧男
黒ノ列車の機械の番人で、「特別ルールは嫌い」として、切符を持たない者を探す役割を担い、それを拒む者には武力行使も辞さない。複数体存在し、たとえ倒されたとしても即座に新たな機体が出現する。
- イメージは機械仕掛けの警備員、ガーディアン。甲冑をイメージしたものではなく、洋服のラインから美しいシルエットになるようにまとめている。

白ヒゲ、青ヒゲ
牢屋に囚われていた兄弟で、牢屋でのルールを雷牙に教える。バルチャスで青ヒゲが勝利したため、特別ルールによって血の絆がある者である白ヒゲを連れて出獄する。
駅員
黒ノ列車が発着する駅の駅員。数珠を手にして発車した列車に対して「会えますように」と祈りを捧げた。
トリヲ
長い嘴を持つ頭部と長身が特徴の黒ノ列車の乗客。ニャンとともに雷牙とバデルにお茶を運ぶ。
ニャン
背中の黒い翼が特徴の黒ノ列車の乗客で、トリヲに付き従う。
ヨイチ
黒ノ列車の乗客で、小型の幻獣とともに旅をしている。列車の扉を破壊しようとする雷牙に静かにするよう諭す。
ワタナベキヨシ（露天商）
黒ノ列車の乗客で、通りかかった雷牙に落とし玉を勧める。
- 役名は螢雪次朗の本名から。

カメキチ
黒ノ列車の牢屋の番人で、ボロキレの付いた棒を振るい、バルチャスに勝った者を鉄格子の外に出す。

### その他の登場人物
笑う女
雷牙が魔獣ルトを封印する際に通り抜けた路地にいた女性。相手の女性と天井を指差しながら楽しそうに談笑していた。
ミサキ
魔獣ルトに囚われた女性たちの中にいた屍人の女性。その正体は、バラゴの魂の依り代で、ルトを封印した雷牙にバラゴの邪気を浴びせる。

## ホラー
素体ホラー
生物や物に憑依する前の普通のホラー。
ルト
攫った人間の女性を鎖に繋いでそのエネルギーを養分として捕食する魔獣。女性の姿をした人間体では柔軟な体を生かした攻撃を得意とし、昆虫のような多足型のホラー態では身体から鋭利な鏃の付いた複数の鎖を放ち、尻尾を振り回して、巧みに四本足を動かし高速で移動する。
- 当初からCGで表現する予定であったため、着ぐるみではできないようなフォルムになっている。気持ち悪いが女性のようなラインで、ガーターベルトやハイヒールを履いたようなイメージとなっている。特にモチーフはないが、昆虫に近い動きをイメージして演出を付けている。

## 関連用語
黄金騎士・牙狼
魔戒騎士の最高位である黄金に輝く鎧。
瞳の色が雷牙が青、鋼牙が緑、大河が赤となっている。
轟天（）
牙狼が召還する金色の魔導馬。本作品では雷牙が召還する。
幻影騎士・吼狼
クロウが鎧を召還し現出する、紺色の魔戒騎士。
暗黒騎士・呀（）
バラゴが鎧を召還し現出する、暗黒騎士。
鷹皇騎士・王牙（）
かつて黄金騎士ガロをも凌駕する力で、現在確認されている魔戒騎士の鎧の中で最強と謳われた純白の魔戒騎士だが、その実態は不明。大柄である暗黒騎士キバの鎧よりもはるかに大きい。
本作品では鎧のみが登場し、バラゴの邪心が、英霊の塔に眠る歴代の黄金騎士たちの魂を糧にその鎧が召還され、冴島家3代の連携攻撃によって融合が破られてキバの鎧から分離した後は、どうなったのかは不明。
元々は、2013年に発売したパチンコの『CR魔戒決戦牙王』にて初登場した魔戒騎士の鎧。本作で映像作品に初登場となった。
牙王牙（）
バラゴがキバの鎧を王牙の鎧と融合させた姿。
雷牙たちの倍近い王牙に順じた体長の暗銀と黄銅の荒々しい巨体となり、両肩から2本の触手を伸ばして攻撃し、背中の白い一対の翼で敵の攻撃を防ぐ。
黒ノ列車
赤い目をした死者がいる場所へと向かう列車。「赤目（）」と呼ばれる場所に着くまでは、時の流れがない。乗車は簡単だが、降りるのは困難とされている。
英霊の塔
ガロの称号を継いだ者たちの英霊が祀られている神聖な場所で、邪気に犯された鎧を浄化することが可能。
牙城
バラゴの拠点の城。英霊の塔の上空に現れ、上部を圧し潰した。
- ロケ地は姫路の白鳥城となっている。

ドグルス
黒い金魚のような白孔の手下で、有機物・無機物問わず、触れたものの時を止め、永遠の死を迎えさせる。
- 空を飛ぶホラーであるが、鳥モチーフではなく、魚のようなものとなっている。

巨大ドグルス
6体のドグルスが融合した姿。高い攻撃力を持ち合わせ、極彩色の大きな身体を持つ。

## キャスト
- 冴島雷牙 - 中山麻聖
- マユリ - 石橋菜津美
- クロウ - 水石亜飛夢
- 倉橋ゴンザ - 螢雪次朗
- 冴島カオル - 肘井美佳
- 雷牙幼少期・マユリの息子 - 柴崎楓雅
- 英霊 - 西凜太朗
- 魔獣・ルト - 江田友莉亜
- ミサキ - 倉持由香
- バデル - 佐藤大志
- 白ヒゲ - 川瀬陽太
- 青ヒゲ - つぶやきシロー
- 駅員 - 下條アトム
- 仮面の男・白孔 - 松田悟志
- 冴島大河 - 渡辺裕之
- アギ - 平野椰宵
- クロコ - 石井麻末
- ラゴン - 志村朱理
- フダヲ - 鬼頭辰吉
- ワラシ - 早川渚紗
- キューちゃんを持つ女 - イーちゃん
- ギンコ - 坂上嘉世
- ニャン - 大岩愛実
- ハナクロ - 赤沼勇貴
- インテリ - 河野達郎
- カサメ - 中川尚子
- ガクシ - 武田敏彦
- ブオ - 木庭博光
- ババ - 栗田玲子
- ハネコ - 黒崎セナ
- ワサビ - たんぽぽおさむ
- ゴロ - 佐藤駿
- 笑う女 - 松山メアリ
- カメキチ - 渡辺裕之
- ワタナベキヨシ（露天商） - 螢雪次朗
- トリヲ - 小西遼生
- ヨイチ - 藤田玲
- 毒島エイジ - 哀川翔
- 冴島鋼牙 - 小西遼生
- バラゴ - 京本政樹（特別友情出演）

### 声の出演
- 魔導輪ザルバ - 影山ヒロノブ
- 魔導具オルヴァ - 大関英里
- ガジャリ - 大友龍三郎

## スタッフ
- エグゼクティブ・プロデューサー - 二宮清隆
- アソシエイトプロデューサー - 吉田健太郎
- プロデューサー - 比嘉一郎、鈴木隆浩
- アシスタントプロデューサー - 山岡健太
- 撮影 - 富田伸二
- 照明 - 吉角荘介、田辺浩
- 美術 - 竹内正典
- 録音 - 飴田秀彦
- 編集 - 長坂智樹
- VFXスーパーバイザー - 鹿角剛
- 助監督 - 松田康洋
- 制作担当 - 児嶋冬樹
- ワイヤーマスター - 佐々木俊宜
- 牙狼 - 和田三四郎
- クロウ - 森野茂行
- 鎧男 -  アーロン・デラネイ
- 脚本協力 - 梅田寿美子
- キャラクターデザイン・筆文字 - 雨宮慶太
- デザイン・ワークス - 高橋健
- 音楽 - 栗山喜親、寺田志保
- 特別協力 - サンセイアールアンドディ
- 製作・配給・制作 - 東北新社
- アクション監督 - 横山誠
- 原作・脚本・監督 - 雨宮慶太

## 音楽
エンディング主題歌「雷牙-月虹ノ旅人-」
作詞・作曲 - 影山ヒロノブ / 編曲 - 寺田志保 / 歌 - JAM Project

## 関連商品

### DVD・Blu-ray
2020年3月18日に東北新社からDVDとBlu-rayが発売された。

### CD
牙狼<GARO>黄金歌集「牙狼奏」
2020年9月23日にランティスから発売された、牙狼シリーズのベストアルバム。本作の主題歌が収録されている。

## パチンコ
2021年6月にサンセイR&Dから本作のタイアップ機であるパチンコ『P牙狼月虹ノ旅人』が発売された。